# Константинос Атанасиу
Константинос Атанасиу (на гръцки: Κωνσταντίνος Αθανασίου), е гръцки революционер, участник в Гръцката война за независимост.

## Биография
Роден е в 1793 година в халкидическото македонско село Галатища. При избухването на Гръцката революция в 1821 година взима участие в Халкидическото въстание. След това се сражава в Южна Гърция. В 1825 година под командването на Константинос Бинос участва в защитата на Хидра. През 1828 г. постъпва в армията под командването на Ангелос Стерю.